# وایس (مجله)
وایس (به انگلیسی: Vice) مجلهٔ کانادایی-آمریکایی که بر سبک زندگی، هنر، اخبار و سیاست تمرکز دارد. این مجله در ۱۹۹۴ در مونترال به عنوان جایگزین مجلهٔ پانک تأسیس شد. مؤسسان وایس بعداً شرکت رسانه‌ای وایس مدیا را راه اندازی کردند که شامل مجله چاپی، وب سایت، واحد خبری زنده، شرکت تولید فیلم و لیبل ضبط و پخش موسیقی است. از فوریه ۲۰۱۸ سردبیر مجله الیس جونز است.
در ۱۵ مه ۲۰۲۳، شرکت رسانه‌ای وایس مدیا رسماً با اعلام ورشکستگی تقریباً تمام دارایی خود را به فروش گذاشت و کنسرسیومی از وام دهندگان از جمله سرمایه‌گذاری فورترس، در کنار مدیریت سرمایه سوروس و مونرو کاپیتال ۲۲۵ میلیون دلار برای کل دارایی وایس مدیا پیشنهاد کردند.

## تاریخچه
این مجله توسط سروش علوی، گاوین مک اینس و شین اسمیت (که گاوین و شین دوستان دوران کودکی بودند) تأسیس شد، در سال ۱۹۹۴ به عنوان صدای مونترال با کمک هزینه رفاهی استان کبک راه اندازی شد. قصد بنیانگذاران آن ارائه کار و خدمات اجتماعی بود. بعداً، زمانی که ویراستاران به دنبال فسخ تعهدات خود با ناشر اصلی مجله آلکس لورن برآمدند، مجله را خریدند و در سال ۱۹۹۶ نام آن را به وایس تغییر دادند.
در فوریه ۲۰۱۵، وایس مدیا و الیس جونز سردبیر مجله وایس و آلکس میلر، سردبیر سابق بریتانیا، در سمت مدیر جهانی محتوا منصوب شدند.
در سال ۲۰۲۳ وایس به موجب فصل ۱۱ درخواست ورشکستگی داد. وام دهندگان شرکت - سرمایه‌گذاری فورترس، در کنار مدیریت سرمایه سوروس و مونرو کاپیتال- با خرید شرکت به مبلغ ۲۲۵میلیون دلار موافقت کردند.

## کارکنان
- شین اسمیت - بنیانگذار[۱۰]
- سروش علوی- بنیانگذار[۱۱]
- الیس جونز - سردبیر[۱۲]

### محدوده
مجله وایس دربرگیرنده کارهای روزنامه‌نگاران، ستون نویسان، داستان نویسان، گرافیست‌ها و کاریکاتوریستها و عکاسان است. محتوای آنلاین و سیاست مجله وایس از پوشش‌دادن به هنرهای مستقل و موضوعات فرهنگی پاپ به موضوعات خبری جدی‌تر تغییر کرده‌است. با توجه به تعداد زیادی از مشارکت کنندگان و این واقعیت که اغلب نویسندگان تعداد کمی مقاله ارسال می‌کنند، بنابر این محتوای وایس به شدت متفاوت است و اغلب موضع سیاسی و فرهنگی آن نامشخص یا متناقض است. مقالات موجود در سایت وایس دارای طیف وسیعی از موضوعات هستند، اغلب موارد توسط رسانه‌های جریان اصلی پوشش داده نمی‌شوند. سردبیران مجله مدافع مکتب روزنامه‌نگاری شناور هستند به‌طوریکه این ویژگی‌های وایس مدیا را به برنامه تلویزیونی مستند مانند بالز دیپ در کانال وایس‌لند منتقل کرده‌اند. این سبک از روزنامه‌نگاری چیزی شبیه به روش‌های دی‌آی وای است که در تضاد با روش‌های رایج رسانه‌های خبری تلقی می‌شود. تمام شماره‌های مجله به دغدغه‌های مردم عراق، بومیان آمریکا، مردم روسیه، افراد دارای اختلالات روانی و افراد دارای معلولیت ذهنی اختصاص یافته‌است. وایس همچنین راهنمای سالانه دانش آموزان در انگلستان را منتشر می‌کند.

### سیاست
در مصاحبه مارس ۲۰۰۸ با گاردین، از اسمیت در مورد وفاداری‌های سیاسی مجله وایس سؤال شد و او گفت: «ما سعی نمی‌کنیم چیزی را به شکل پارادایمی چپ/راست بیان کنیم … آیا من دموکرات هستم یا جمهوری‌خواه؟ من فکر می‌کنم هر دو وحشتناک هستند. و به هر حال مهم نیست وقتی پول آمریکا را اداره می‌کند؛ پول همه جا جاریست.»

### سایت اینترنتی
وایس وب سایت خود را به عنوان Viceland.com (چون Vice.com قبلاً ثبت شده بود) در سال ۱۹۹۶ تأسیس کرد. در سال ۲۰۰۷، وبسایت VBS.tv را با تمرکز بر ویدیو و تعدادی برنامه رایگان مانند The Vice Guide to Travel راه‌اندازی کرد. در سال ۲۰۱۱، Viceland.com و VBS.tv با Vice.com ترکیب شدند،
در سال ۲۰۱۲، Vice Media به عنوان شرکت مادر مجله Vice و سایر دارایی‌های معنوی از جمله Vice News در اچ بی او و وب سایت Vice.com، ایجاد شد.

### کتاب
در سال ۲۰۰۷، وایس کتاب عکس معاون (ISBN 1-57687-410-9) را با مجموعه‌ای از عکس‌های جیمی وارن، جری هسو، مایکل ربابی و پاتریک اودل منتشر کرد. این کتاب در پنج بخش تقسیم شده‌است: «معاون عکاسان»، «عکاسی معاونت»، «معاون مد» و دو بخش پایانی کلاژی از عکس‌های وایس است که قبلاً منتشر شده‌است. این کتاب همچنین حاوی مصاحبه‌هایی با برخی از عکاسان است.
جیل آبرامسون: بازرگانان حقیقت: تجارت اخبار و مبارزه برای حقایق. سیمون و شوستر، نیویورک ۲۰۱۹، (شابک ‎۹۷۸−۱−۵۰۱۱−۲۳۲۰−۷), S. 42–61, 147–181, 346–369 (= Chapter ۲, ۶ and۱۱).

## شهرت
از آغاز فعالیت وایس به عنوان صدای مونترال «شهرت به تحریک» (به انگلیسی: Reputation For Provocation) داشت. در سال ۲۰۱۰، وایس به عنوان «روزنامه‌نگاری گونزو برای نسل یوتیوب» توصیف شد. همان‌طور که مجله به یک نام تجاری رسانه‌ای گسترده‌تر تبدیل شد، با این مشکل روبرو شد که «چگونه از گذشته خام خود فاصله بگیرد، اما این شهرت را به اندازه کافی حفظ کند تا رابطه خود را با مخاطبان اصلی خود تقویت کند». با این وجود، مجله همچنان با جنجال مواجه است. در سال ۲۰۱۳، مجله ستون‌هایی از تبلیغات مد را که با عنوان «آخرین کلمات» که تصویر از «نویسندگان زنی که خودکشی می‌کردند» ارائه می‌داد، متوقف کرد. همچنین در سال ۲۰۱۳ که که ویراستار وقت مجله به جان مک آفی پیوست و همچون او از مقامات خواست تا از بازجویی شدن در مورد پرونده قتل اجتناب کند، مجدداً مورد توجه قرار گرفت.